# Mayora Indah
PT Mayora Indah Tbk, также известная как Mayora Group или просто Mayora — индонезийская транснациональная компания по производству продуктов питания и напитков со штаб-квартирой в Джакарте. Она была основана 17 февраля 1977 года Джоги Хендрой Атмаджей.
Акции компании котируются на Индонезийской фондовой бирже с 4 июля 1990 года.

## История
История Mayora берет свое начало в 1948 году, когда семья китайских иммигрантов в Индонезии начала готовить печенье на своей домашней кухне, причем первым продуктом стала Marie Biscuits. В 1976 году семья переехала в Кампунг Бали в Джакарте и начала продавать печенье марки Roma.
Компания была официально основана в 1977 году как United Brand, открыв свой первый завод в Тангеранге, к западу от столицы Индонезии Джакарты. Копико, конфеты со вкусом кофе, были выпущены в продажу в 1982 году. В 1984 году United Brand вошла в сегмент шоколада, запустив собственный бренд шоколадных батончиков Beng-Beng, а затем Choki-Choki, бренд шоколадной пасты, запущенный в 1985 году. В 1990 году компания стала публичной и расширила свое присутствие на другие страны Азии. Позже United Brand была переименована в Mayora Indah. В 1990 году компания запустила собственный бренд растворимого кофе Torabika.
В 1992 году Mayora вошла в сегмент питательных напитков, представив Energen. В 1994 году бывший головной офис компании в Томанг Райе, Джакарта, служил центральным центром всех операций. В 1995 году компания вошла в сегмент лапши быстрого приготовления с запуском Migelas, став одним из ведущих брендов лапши быстрого приготовления в Индонезии.
В 2011 году Mayora вышла на рынок напитков, представив Teh Pacuk Harum, бренд готового чая, а затем Le Minerale, бренд бутилированной воды, запущенный в 2015 году. В 2016 году компания перенесла свою штаб-квартиру в Западную Джакарту.
В ноябре 2017 года закуски Kopiko были сфотографированы на Международной космической станции в рамках ужина, организованного астронавтами в честь Дня Благодарения. В 2019 году основатель и глава Mayora Джоги Хендра Атмаджа был назван Forbes 10-м самым богатым человеком в Индонезии с состоянием в 3 миллиарда долларов.

## Деятельность
Выручка компании за 2023 год составила 31,5 трлн индонезийских рупий ($1,93 млрд). На Индонезию пришлось 56 % выручки, на другие страны Азии — 41 %, на другие регионы — 2 %. Сухие продукты питания дали 60 % продаж, напитки — 40 %.

## Продукты
- Печенье: Better, Danisa, Roma Arden, Roma Biskuit Kelapa, Roma Chess Kress, Roma Coffee Joy, Roma Malkist, Roma Marie Gold, Roma Marie Susu, Roma Sari Gandum, Roma Sandwich, Slai O’lai
- Сладости: Kopiko, Kis, Fres (только на Филиппинах), Plonk, Tamarin, Juizy Milk
- Вафли: Astor, Wafello, Zuperrr Keju (Cal Cheese)
- Шоколадные конфеты: Beng-Beng, Choki-Choki, Danisa, Superstar
- Зерновые: Energen
- Кофе: Kopi Ayam Merak, Kopiko Brown Coffee, Kopiko Blanca, Kopiko White Mocca, Torabika Duo, Torabika Oke, Torabika 3 in 1, Torabika Jahe Susu, Torabika Cappuccino, Tora Moka, Tora Susu, Kopiko Black, Kopiko Cappuccino, Kopiko L.A., Kopiko Double Cups, Kopiko Café Mocha, Tora Cafe, Torabika Creamy Latte
- Каша: Super Bubur
- Молоко: Tujuh Kurma
- Лапша быстрого приготовления: Migelas, Bakmi Mewah, Mie Oven
- Напитки: Champion, Drink Beng-Beng, Kopiko Lucky Day (ранее Kopiko 78 °C, партнер между Индонезией, Таиландом и Филиппинами), Teh Pucuk Harum, Q Guava, Kopiko Iced Blanca, Kopiko Iced Black, Kopiko Iced Brown, Le Minerale
- Моющее средство: Gentle Gen